# Camden (burg)
Camden este un burg londonez în vecinătatea Londrei mari.
1. ↑  Councillor Georgia Gould confirmed as new Leader of Camden Council (în engleză), Camden London Borough Council[*], accesat în 20 noiembrie 2021
2. ↑   https://ons.maps.arcgis.com/home/item.html?id=a79de233ad254a6d9f76298e666abb2b Lipsește sau este vid: |title= (ajutor)